# Distretto di Prizren
Il distretto di Prizren è un distretto del Kosovo istituito dall'ONU nel 1999 e sottoposto da allora sotto l'amministrazione dell'UNMIK.

## Comuni
Il distretto si divide in cinque comuni:
- Dragashi/Dragaš
- Malisheva/Mališevo
- Mamushë/Mamuša
- Prizreni/Prizren
- Suhareka/Suva Reka